# Transformers: The Game
Transformers: The Game – gra stworzona na podstawie filmu Michaela Baya „Transformers”. Gracz ma możliwość wcielenia się w rolę Autobotów lub dążących do władzy Decepticonów. Scenariusz Autobotów jest oparty na fabule filmu i kończy się tak samo jak on, natomiast scenariusz Deceptikonów jest poprowadzony nieco inaczej, dzięki czemu możemy dowiedzieć się, co by było, gdyby to ciemna strona mocy wygrała.
Wraz z drugą częścią filmu, powstaje także sequel gry, który bazuje na filmie.

## Głosu użyczyli
- Autoboty:
  - Peter Cullen - Optimus Prime
  - Mark Ryan - Ironhide
  - Andrew Kishino - Jazz
  - Fred Tatasciore - Ratchet / Drone
  - Seth Bleiler - Drone
  - Erik Passoja (jako Eric Passoja) - Drone
- Decepticony:
  - Frank Welker - Megatron
  - Keith David - Barricade
  - Daniel Ross - Starscream
  - Noah Nelson - Blackout / Drone
  - David Sobolov - Brawl
  - Daniel Riordan - Bonecrusher / Drone
  - Keith Szarabajka - Drone
- Ludzie:
  - Shia LaBeouf - Sam Witwicky
  - Megan Fox - Mikaela Banes

- Pozostałe role:
  - Tom Kikot
  - Yuri Lowenthal
  - Kari Wahlgren
  - Andrew Kishino
  - Erik Passoja (jako Eric Passoja)
  - Noah Nelson
  - David Sobolov
  - Keith Szarabajka
- Walla:
  - Stephen Apostolina (jako Steve Apostolina)
  - Ranjani Brow (jako Ranjano Brow)
  - David Cowgill
  - Jackie Gonneau
  - Donald Fullilove (jako Don Fullilove)
  - Jacqueline Piñol
  - Jessica Pennington
  - Pepper Sweeney
  - Claudette Wells
  - W.K. Stratton